# Plage de Boucan Canot
Pour les articles homonymes, voir Boucan Canot (homonymie).
La plage de Boucan Canot est une plage de la côte ouest de l'île de La Réunion, département d'outre-mer français dans le sud-ouest de l'océan Indien. Elle est située sur le territoire communal de Saint-Paul, entre le centre-ville et Saint-Gilles les Bains.

## Situation géographique
En provenance du nord, par exemple de Saint-Denis, on y accède depuis la route nationale 1a par une bretelle qui descend vers la mer à sa droite. Cette voie se transforme rapidement en une petite rue à double sens sur 50 mètres qui se transforme à son tour en un sens unique balisé par des plots. Elle passe d'abord devant un hôtel et quelques commerces avant de traverser l'arrière-plage proprement dite, réaménagée durant au début des années 2000.

## Description
À gauche, on trouve une succession de snack-bars avec de courtes terrasses. La plage se situe quant à elle en contrebas à droite. On y accède par des escaliers en bois qui traversent une mince lisière ombragée. Elle est battue par les vagues, ce qui fait de Boucan Canot, malgré la présence récurrente de requins, un spot de surf réputé.
Au nord, une piscine d'eau de mer, où l'on peut se rafraichir lorsque la flamme est orange (mer agitée), a été aménagée à partir de roches noires trouvées sur place et qui forment comme une courte digue s'avançant dans l'océan. Ces roches abritent ceux qui veulent rester à l'écart de la foule, laquelle est massée immédiatement plus au sud en face de l'abri des maîtres-nageurs. Composé surtout d'adolescents, le public est relativement jeune, les couples avec des enfants en bas âge préférant les plages protégées par le lagon qui se trouvent bien plus au sud de la commune. On considère également que les Zoreilles y sont plus nombreux qu'ailleurs.
Mathieu Schiller, champion de bodyboard, a trouvé la mort lors d'une attaque de requin survenue face à la plage de Boucan Canot.
Depuis décembre 2015, après plusieurs tentatives aux résultats mitigés, Boucan-Canot a été la première plage de La Réunion à être protégée par un filet anti-requins permettant la reprise des activités nautiques, y compris le surf.

### Partie sud

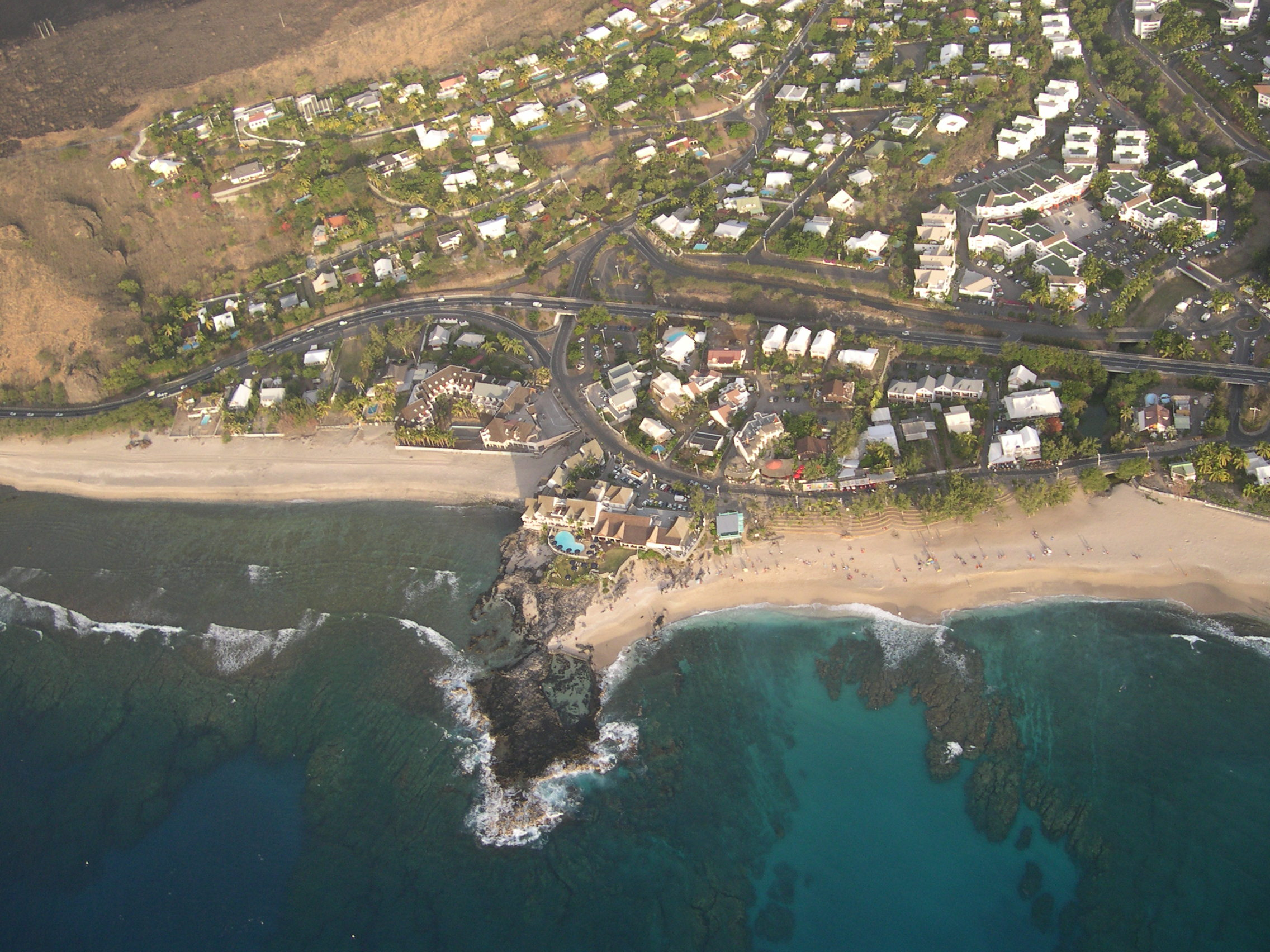
Vue aérienne

La plus grande partie de la plage située au sud, en sortie de la Ravine de Boucan, qui forme un plan d'eau mal entretenu qui ne communique avec la mer qu'en période cyclonique, est moins fréquentée. Il est d'ailleurs interdit de s'y baigner puisqu'elle est non surveillée et non aménagée. Une importante formation rocheuse appelée Cap Homard constitue son extrémité et donne sur la plage surnommée Petit Boucan; il est également interdit de s'y baigner.
Il est possible d'emprunter au pied la falaise abrupte qui forme sur l'océan un petit passage sablonneux donnant accès à une nouvelle plage surnommée plage des Aigrettes. Celle-ci se révèle être ressemblante à celle de l'Hermitage quelques kilomètres plus loin mais n'offre aucune sécurité en matière de baignade car elle non plus n'est pas aménagée. Elle est toutefois très fréquentée en période de vacances scolaires. Une rondavelle a été aménagée par la commune où l'on peut se restaurer.

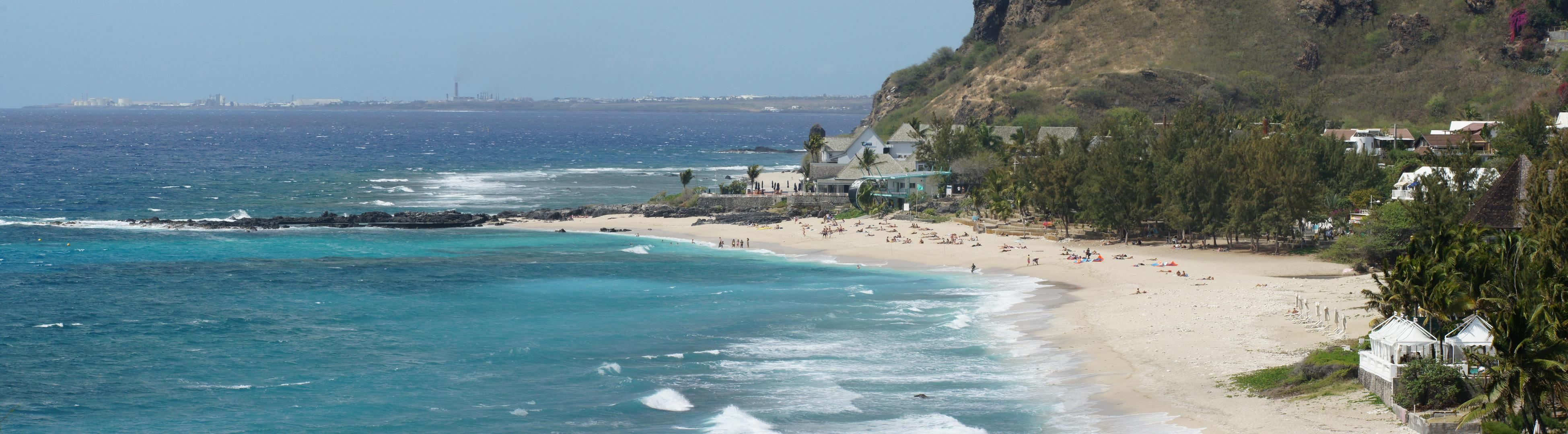
La plage de Boucan Canot

## Hôtels
Deux hôtels quatre étoiles donnent sur la plage, le Boucan Canot en sa limite nord et Le Saint-Alexis dans sa partie sud.